# Alí Bey al-Kabir
Alí Bey al-Kabir (àrab: علي بك الكبير, ʿAlī Bak al-Kabīr) (Mingrèlia, Abkhàzia, vers 1728 - el Caire, 8 de maig de 1773) fou bei i shaykh al-Balad (governador de facto) semi independent d'Egipte.
Procedent del Caucas, fou portat molt jove a Egipte i donat com a regal a Ibrahim Katkhuda, el verdader senyor del país del 1743 al 1754 i que el 1754, abans de morir, va conferir a Alí la dignitat de bei i el va introduir al Consell de les Potències òrgan que rivalitzava amb el paixà nomenat per l'Imperi Otomà al que s'havia privat de tot poder. Inicialment es va abstenir de participar en les intrigues que es desenvolupaven i es va limitar a enriquir-se per tots els mitjans. Aquesta riquesa li va permetre disposar d'un cos de mamelucs al seu servei; això el va fer poderós i el 1763 els seus companys del consell el van reconèixer com a cap.
El 1764 va nomenar bei al seu mameluc Muhàmmad Bey Abu l-Dhahab, però al cap d'uns mesos fou enderrocat i va haver de fugir a Síria. Allí va fer relació amb Zahir al-Umar, el xeic d'Acre, i amb la mediació d'aquest va obtenir el suport de la Porta i va poder tornar a Egipte sent restablert en les seves funcions com a Shaykh al-Balad.
El 1766 va ser altre cop enderrocat, però aquesta vegada ja havia disposat els seus suports i va retornar al cap de poc per mitjà de les armes (1767). El nou paixà otomà, Muhamed Raquim Pasha, li va haver de reconèixer el càrrec de Shayk al-Balad però no ho va fer sense més ni més, i va conspirar fomentant una revolta que va fracassar. Muhamed va haver de dimitir (1768). Alí va eliminar tots els oficials sospitosos d'ambició o que tenien alguna influència. Va mostrar obertament l'hostilitat al govern otomà, i va reduir el nombre dels seus geníssers però va romandre encara lleial va enviar al sultà un contingent per participar en la guerra amb Rússia. Però fou denunciat com a traïdor i acusat d'haver mobilitzat les tropes per ajudar secretament als russos. La Porta va emetre un firman que el condemnava a mort.
Quan ho va saber Alí es va proclamar independent (1769) i va agafar el títol de soldà. Les tribus de l'Alt Egipte, sota el cap dels hawwara Human Abu Yusuf estaven en revolta i foren derrotats; després va enviar al seu mameluc Muhàmmad Bey Abu l-Dhahab a Hedjaz per donar suport a un pretendent a xerif (Abdullah IV ibn Husein) que fou proclamat el 12 de juliol de 1770. Alí Bey va fer encunyar moneda al seu nom on encara apareixia el nom del sultà otomà.
Va reunir un gran exèrcit que va envair Síria dirigit per Muhammad Abu l-Dhahab. Síria va caure en poc temps. Llavors, el 1772, el lloctinent es va girar contra el sobirà i va abandonar Síria per marxar cap a Egipte on pretenia fer-se l'amo. Ali Bey va fugir del Caire l'abril de 1772 i es va refugiar amb el xeic d'Acre; va refer el seu exèrcit en part equipat pels russos i després d'una sèrie de combats menors es va trobar amb les forces del seu enemic a Salihiyya. El seu exèrcit fou derrotat i Ali Bey fou malferit i va morir al cap de pocs dies.